# Aquinnah
Aquinnah – miasto w Stanach Zjednoczonych, w stanie Massachusetts, w hrabstwie Dukes, na wyspie Martha’s Vineyard.